# Argyrodes hawaiiensis
Argyrodes hawaiiensis là một loài nhện trong họ Theridiidae.
Loài này thuộc chi Argyrodes. Argyrodes hawaiiensis được Eugène Simon miêu tả năm 1900.